# Теорія Флоке
Теорія Флоке (англ. Floquet theory, рос. теория Флоке) — область теорії звичайних диференціальних рівнянь, що досліджує розв'язки лінійних  диференціальних рівнянь вигляду
{\displaystyle {\dot {x}}=A(t)x},
де {\displaystyle A(t)=A(t+T)} — матриця розмірності {\displaystyle N\times N}, елементи якої є неперервними функціями змінної t. Носить ім'я французького математика Гастона Флоке, який вніс найбільший внесок  в її створення. Основою теорії є теорема Флоке.
Теорема Флоке є одновимірним випадком теореми Блоха. Остання є важливою теоремою фізики твердого тіла: вставновлює вид хвильової функції частинки, що знаходиться в періодичному потенціалі.

## Теорема Флоке
Якщо {\displaystyle X(t)} є фундаментальним матричним розв'язком системи рівнянь {\displaystyle {\dot {x}}=A(t)x}, де {\displaystyle \ A(t)=A(t+T)} для всіх {\displaystyle t\in \mathbb {R} }, справедливі такі співвідношення:
- {\displaystyle X(t+T)=X(t)~X^{-1}(0)~X(T).}

- Для кожної (можливо комплексної) матриці {\displaystyle B}, такої, що задовільняє співвідношенню

{\displaystyle e^{TB}=X^{-1}(0)~X(T)},
існує періодична з періодом {\displaystyle T} матрична функція {\displaystyle P(t)} така, що
{\displaystyle X(t)=P(t)~e^{tB}}.
- Існують дійсна матриця {\displaystyle R} та дійсна періодична з періодом {\displaystyle 2T} матрична функція {\displaystyle Q(t)}, така що

{\displaystyle X(t)=Q(t)~e^{tR}}.
Матриця {\displaystyle e^{TB}} називається матрицею монодромії, а її власні значення - множниками Флоке або характеристичними множниками.